# 韩原之战
韩原之战，公元前645年（周襄王七年、鲁僖公十五年、晋惠公六年、秦穆公十五年），秦穆公率军在韩原（今山西省河津市东）击败晋军的作战。
晋惠公以割让黄河以西之地为条件请秦国发兵，帮助其返国为君，但晋惠公即位后背约。秦穆公对此非常恼火。前647年，晋国发生饥荒，求助于秦国。秦国赠予晋国大批粮食。前646年，秦国灾荒，向晋国求粮，却遭到拒绝。前645年秋，秦穆公率军攻晋国，三战，击败守边晋军，东渡黄河进入晋地。晋惠公领兵将要迎战秦军，派韩简视察军队。韩简回来说：“秦军比我们少，能奋力作战的人却倍于我们。”十一月，秦、晋两军战于韩原（今山西省河津市与万荣县之间的黄河东岸），晋国大夫梁由靡在混战中率部截击秦穆公，将其击伤。随秦穆公作战的三百名岐人（今陕西省岐山县东北）发现穆公被围，奋勇冲杀，将其救出。晋惠公因战车陷入泥泞之中，无法行动，向庆郑呼喊求救，庆郑不救。晋惠公被秦军俘获。晋军失去主帅，全军溃败。秦穆公夫人穆姬是晋惠公的姐妹，听说晋惠公将要来到，领着太子罃、公子弘和女儿简璧登上高台，踩着柴草。她派遣使者捧着遭丧所着丧服前去迎接秦穆公，说：“上天降下灾祸，让我两国国君不是用礼品相见而是兴动甲兵。如果晋国国君早晨进入国都，那么我就晚上自焚；晚上进入，那么我就早晨自焚。请国君裁夺。”于是秦穆公把晋惠公拘留在灵台。年底，秦、晋议和。秦穆公与晋大夫阴饴甥在王城（今陕西省大荔县东）会盟。晋国割让其河東之地给秦国，秦国释放晋惠公归晋。